# LHS 292
LHS 292 ist ein Roter Zwerg im Sternbild Sextant. Mit einer scheinbaren Helligkeit von 15,8 mag ist er viel zu lichtschwach, um mit dem bloßen Auge gesehen werden zu können. Der Stern liegt mit 14,8 Lichtjahren relativ nah zu unserer Sonne. Er ist ein UV-Ceti-Stern, d. h. er kann plötzlich für kurze Zeit an Leuchtkraft gewinnen.